# FC Bayern München II
Bayern München II (prije: Bayern München Amateure) je rezervna momčad njemačkog nogometnog kluba, FC Bayern Münchena. u sezoni 2019./20. igraju u 3. ligi, prije su se natjecali u Regionalligi Süd. Prosječno, budu na sredini tablice lige, a osvojili su je 2004. godini.
Ova momčad se nalazi između juniorske i seniorske momčadi, te se obično sastoji od obećavajućih mladih igrača, između 18 i 23 godine, zajedno s veteranima, koji su tu da bi se pobrinuli za iskustvo momčadi.
Bayern II je nekoliko puta nastupao u njemačkom kupu čak se i sukobljavao sa seniorskom ekipom, kao 1977. kada su izgubili 5:3. Njihov zadnji nastup u kupu je bio u sezoni 2004./05., gdje su došli do četvrtfinala, ali od 2008. godine rezervne momčadi nemaju pravo nastupa u njemačkom kupu. 1984. dospjeli su do finala nacionalnog amaterskog kupa, ali su izgubili rezultatom 1:4 od MSV Duisburga.

## Stadion
Bayern II igra na Grünwalder Stadionu, koji je u početku bio stadion prvih momčadi Bayerna i 1860 Münchena, dok se nisu premjestili na Olympiastadion 1972. godini. Danas, uz Bayern II, Grünwalder Stadion koristi i druga momčad TSV 1860 Münchena.

## Uspjesi
- Liga
  - Regionalliga Süd (III.) - prvaci: 2004.

- Kup
  - Bavarski kup - prvaci: 2002.
  - Oberbayern kup - prvaci: 1995., 2001., 2002.

## Vanjske poveznice
- Službena stranica (engl.)
- Statistika na fussballdaten.de (njem.)

| Fußball-Club Bayern München | Fußball-Club Bayern München                               |
| --------------------------- | --------------------------------------------------------- |
|                             |                                                           |
| Informacije                 | Klub • Povijest • Igrači • Treneri • Susreti • Statistika |
|                             |                                                           |
| Stadioni                    | Allianz Arena • Olimpijski stadion • Grünwalder Stadion   |
|                             |                                                           |
| Ostale ekipe                | Rezervna ekipa • Ženska ekipa • Juniorska ekipa           |
|                             |                                                           |
| Povezani članci             | Kategorija • Pep Guardiola                                |

| Fußball-Club Bayern München | Fußball-Club Bayern München                               |
| --------------------------- | --------------------------------------------------------- |
|                             |                                                           |
| Informacije                 | Klub • Povijest • Igrači • Treneri • Susreti • Statistika |
|                             |                                                           |
| Stadioni                    | Allianz Arena • Olimpijski stadion • Grünwalder Stadion   |
|                             |                                                           |
| Ostale ekipe                | Rezervna ekipa • Ženska ekipa • Juniorska ekipa           |
|                             |                                                           |
| Povezani članci             | Kategorija • Pep Guardiola                                |